# Requiem for a Dead Planet
Requiem for a Dead Planet är det fjärde studioalbumet till det spanska progressiva death metal-bandet Soulitude (ett soloprojekt av musikern Ignacio "Jevo" Garamendi från bland annat bandet Valhalla). Det självutgivna albumet släpptes 2012. Albumet återutgavs 2014 med tre bonusspår av det japanska skivbolaget Red Rivet Records.

## Låtlista
2012-utgåvan
1. "We Are Not Alone" – 4:58
2. "Rise of the Dead Men" – 4:11
3. "Obey Your Master" – 4:15
4. "The Ghost and the Darkness" – 3:07
5. "The Road" – 4:38
6. "Lost in the Grandeur of Time" – 4:24
7. "Requiem (The Game Is Over)" (instrumental) – 2:54
8. "Lair of God" – 6:36
9. "Hall of Madness" – 3:55
10. "She" – 3:57

Bonusspår på 2014-utgåvan
1. "Return to Port Royal" (instrumental)
2. "Gospel of Judas" – 5:03
3. "The Man Behind The Wall" – 3:55

Text och musik: "Jevo"

## Medverkande
Musiker (Soulitude-medlemmar)
- Jevo (Ignacio Garamendi) – gitarr, basgitarr, sång, keyboard, synthesizer, programmering

Bidragande musiker
- Lorenzo Mutiozabal, Max Morton, Alain Concepción, Marco Cudan, Ian "Rip" Giedrojć – sång
- Mikel Martínez, Jagoba Ormaetxea, Jaymz Stephenson, Felix Neumann, Carlos Alvarez, Javi Mesa – sologitarr

Produktion
- Jevo – producent, ljudtekniker
- Max Morton – ljudmix, mastering
- Xabier Amezaga – omslagskonst